# Perún

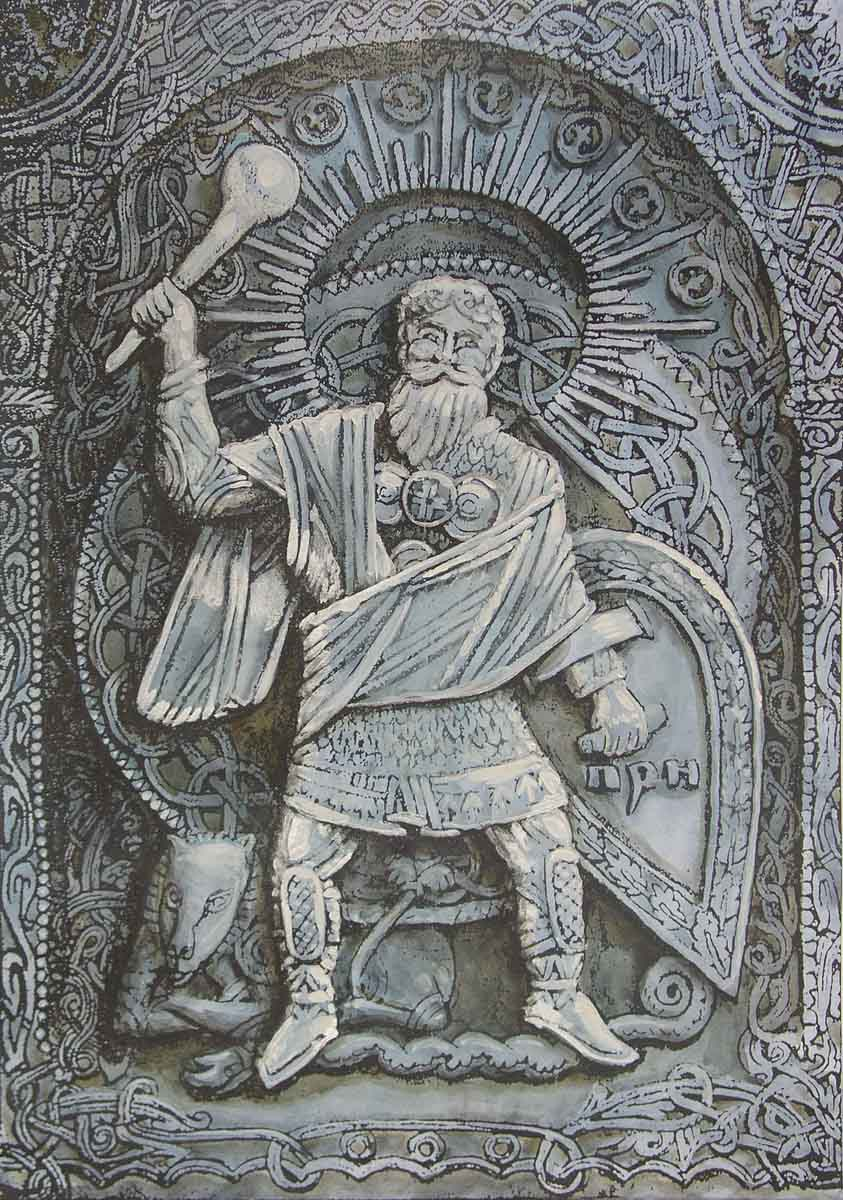
Ilustración de 1998 de Perun por Maximilián Presniakov.

En la mitología eslava, Perún (Perún o Parom en eslovaco) es el dios supremo del panteón, dios del trueno y del rayo. Sus otros atributos son la montaña, el roble, el águila, el firmamento (en las lenguas indoeuropeas este concepto tenía el sema de cielo de piedra), el caballo y el carro, como armas tenía el martillo, el hacha y la flecha. Era también el dios de la guerra y del fuego. En un principio se le asoció con las armas hechas de piedra y luego con las de metal.

## Etimología
Perún está relacionado estrechamente con el casi idéntico Perkūnas/Pērkons de la mitología báltica, con lo que podría ser una deidad que en su origen compartirían los pueblos bálticos y los eslavos. Si seguimos retrotrayéndonos, podríamos ver que deriva del dios del trueno proto-indoeuropeo, cuyo nombre original ha sido reconstruido como Perkwunos. La raíz *perkwu en un principio podría haber significado roble, pero en eslavo cambió a per- con el sentido de "golpear, matar". Derecho y justicia, pravo y pravda probablemente provienen de la misma raíz, así como las palabras rusas para derecho, justicia y verdad: ПРАВЫЙ (práviy), СПРАВЕДЛИВОСТЬ (spravedlívost') y ПРАВДА (pravda). Este mismo patrón se puede encontrar en otras lenguas eslavas.

Las Gromoviti znaci o marcas del trueno como estas son antiguos símbolos de Perun, que en ocasiones se veían sobre los tejados de las casas en las aldeas, sobre todo en las de los eslavos orientales, para protegerlas de los rayos.

## Mito
En la mitología eslava, el mundo tenía forma de árbol sagrado, normalmente un roble, cuyas ramas y tronco representaban el mundo vivo de los cielos y los mortales, mientras que sus raíces representaban el submundo, reino de los muertos. Perún era el gobernante del mundo de los vivos, del cielo y la tierra, a menudo simbolizado por un águila posado en lo alto de la rama más alta del árbol, desde donde oteaba el mundo. 
En lo profundo de las ramas estaba emplazado su enemigo, simbolizado por una serpiente o un dragón: Veles/Volos, dios acuático del submundo, quien provocaba continuamente a Perún robándole el ganado, los hijos o la esposa. Perún perseguía a Veles por la tierra atacándole con sus rayos desde el cielo, pero Veles huía transformándose en varios animales o escondiéndose tras árboles, casas o personas. Dondequiera que alcanzaba un rayo, según las creencias populares, era un lugar tras el cual Veles se habría escondido. 
Al final, Perún se las arregló para matar a Veles o para devolverle a su submundo acuático (lo que, a efectos del mito, viene a ser lo mismo). El dios supremo restablecía así el orden en el mundo tras el advenimiento de su caótico y ctónico enemigo. Podía entonces sentarse de nuevo en lo alto del Árbol del Universo y gritar orgulloso a su oponente en las raíces: Ңy, таm твое место, таm сабе бyдз! ("Ese es tu sitio, ¡quédate ahí pues!"). Esta frase, tomada de un cuento popular bielorruso que narraba la lucha entre el Bien y el Mal, es un remanente del antiguo dicho que hacía referencia al mito. Para los eslavos, el simbolismo mitológico de un dios celestial que batalla contra su enemigo ctónico usando tormentas y truenos era extremadamente importante y desde Perún y Veles el concepto de "batalla cósmica" pasó a la versión cristiana en forma de lucha entre Dios y el Diablo.

## Armas
En la clasificación realizada por Georges Dumézil, Perún era el dios del poder militar y físico, dios de la guerra, y como tal tenía una amplia gama de armas fantásticas. Se creía que los rayos eran piedras y las flechas de piedra. Según las creencias populares, la fulgurita y la belemnita, así como algunos restos de utensilios prehistóricos encontrados en el terreno, son restos de estas armas. Varios países eslavos denominan a estos restos "piedras de Perún", "piedras del trueno" y "flechas de Perún"; otras denominaciones son "dedos del diablo", "dedos de Dios" y "dedos de la Virgen". En Lituania se los llama "dedos de Berkun". Se creía que estas piedras del trueno a veces regresaban al cielo llevadas por el viento tras permanecer en la tierra durante siete años. Las armas de Perún servían de protección contra la mala suerte, la magia negra, las enfermedades y, por supuesto, contra el rayo.
Perún posee otra arma en su arsenal, tan destructiva como sus flechas de piedra de fuego y mucho más rara: las míticas manzanas doradas. Aunque no parezcan un arma, en muchas leyendas eslavas las manzanas doradas aparecen como el artefacto de destrucción definitivo. Un ejemplo de ello lo podemos ver en esta canción popular bosnia que tiene unos importantes elementos míticos:
... Te izvadi tri jabuke zlatne 

I baci ih nebu u visine... 

...Tri munje od neba pukose 

Jedna gadja dva djevera mlada, 

Druga gadja pashu na dorinu, 

Treca gadja svata sest stotina, 

Ne utece oka za svjedoka, 

Ni da kaze, kako pogibose. 

"... Entonces cogió las tres manzanas doradas 

Y las lanzó al cielo... 

... Tres rayos cayeron del cielo, 

Uno le dio a dos cuñados, 

Otro le dio a Pasha y a su caballo, 

El tercero le dio a seiscientos invitados de una boda, 

Ni un solo ojo quedó de testigo 

Ni que decir cómo murieron." 

Se piensa que las míticas manzanas doradas son símbolos de una descarga atmosférica muy llamativa pero aún más rara, el rayo globular. Lo mismo ocurriría con las marcas del trueno del folclore eslavo oriental.

## Características
Del mismo modo que el Perkūnas de la mitología báltica, se pensaba que Perún tenía múltiples aspectos. En una canción del báltico, se dice que en realidad hay nueve Perkunas. Asimismo, se descubrieron restos de un antiguo santuario dedicado a Perún en el monasterio de Peryn, en Nóvgorod, que estaba formado de una amplia plataforma circular dispuesta alrededor de una estatua, cercada por una zanja con ocho ábsides que contenían a su vez altares para sacrificios y probablemente algunas estatuas adicionales. El plano general del santuario da fe del claro simbolismo que tenía el número nueve, lo que se interpreta como que Perún, de hecho, tenía nueve hijos (u ocho hijos siendo él, el padre, el noveno Perún). También es de destacar que en algunas canciones eslavas se menciona a nueve hermanos sin nombre. 
De las comparaciones con la mitología báltica y del resto de fuentes del folclore eslavo, se puede observar que Perún estaba casado con el Sol, también llamado Perynia. Sin embargo, compartía a su mujer con su enemigo, Veles/Volos, ya que cada noche el Sol se hundía tras el horizonte para ir al submundo, el reino de los muertos que gobernaba Veles. Esta puede haber sido la principal causa de la enemistad entre ambos dioses. 
Como muchos otros dioses del trueno indoeuropeos, la hipóstasis vegetal de Perún fue el roble, en especial uno particularmente robusto o prominente. En las tradiciones de los eslavos meridionales, se colocaban robles marcados para señalizar las fronteras y las comunidades que se encontraban en esos lugares recibían visitas durante los días sagrados de cada aldea, sobre todo en la primavera tardía y en verano. Se han localizado numerosos santuarios o templos dedicados a Perún bien en lo alto de montañas y colinas, o bien en arboledas sagradas bajo antiguos robles. Normalmente estos sitios eran muy usados para adorar y realizar sacrificios (de toros, bueyes, carneros y huevos). Al parecer se sacrificaron también seres humanos en honor a Perún: según la Crónica Primera, eran prisioneros de guerra, seguramente uno al año, durante los nueve días de las festividades sagradas, que se celebraban a mitad del verano.

## El Perún poscristiano
Con la llegada del Cristianismo, las Iglesias tuvieron muchas dificultades en imponerse al culto del dios supremo. En el este, la Iglesia Ortodoxa Rusa con el tiempo pudo transferir muchas de las características de Perún a san Elías, basándose en el Antiguo Testamento, donde se dice que subió a los cielos en un carro de fuego. A los eslavos les pareció lo suficientemente convincente, al aproximarse al concepto del dios del trueno y sus fieros rayos. La Iglesia católica propuso a san Miguel Arcángel, quien, al ser el adalid de los ejércitos celestiales que derrotaron a Satán, también parecía un buen sustituto de Perún. En algunas localidades, el dios eslavo fue también sustituido por san Vito, aunque aún se discute si fue una cuestión fonética, al parecerse a otro dios importante, Svantevit. Sin embargo, es probable que en los tiempos paganos el culto a Perún tuviera que lidiar con el de Svantevit.